# Rakı

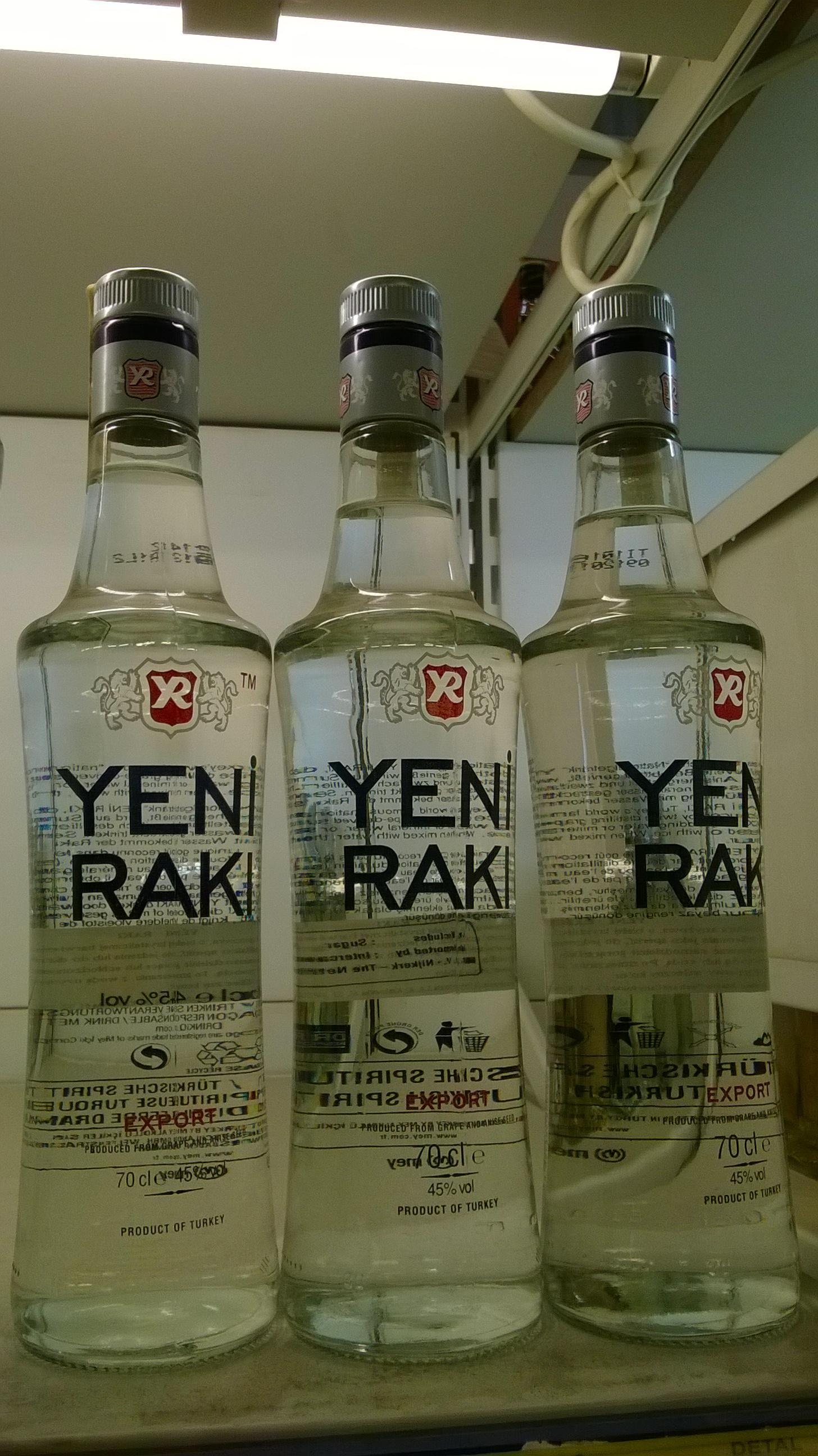
Butelki Yeni Rakı

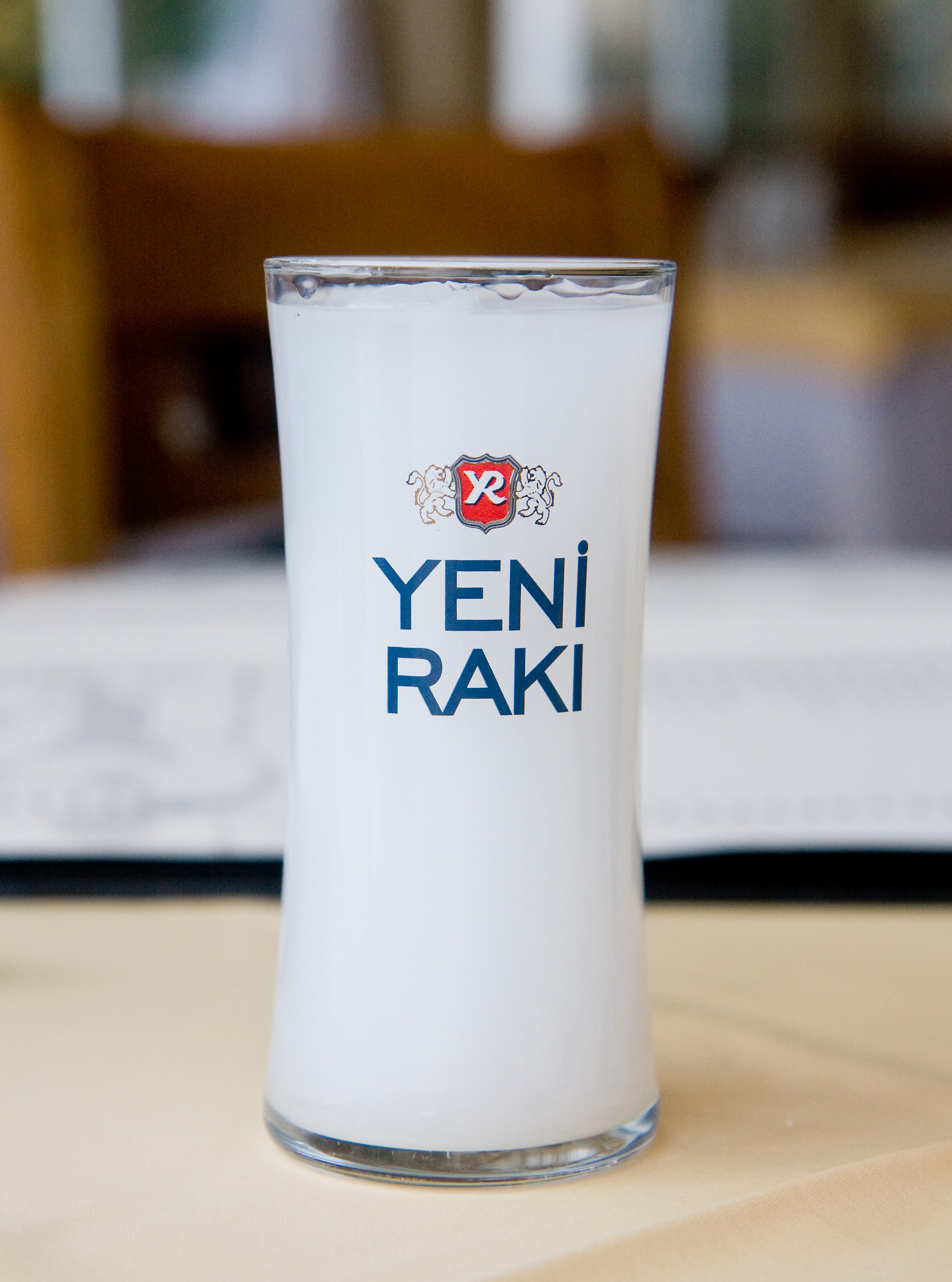
Tradycyjny sposób podania rakı

Rakı (wym. [ɾaˈkɯ], wymowaⓘ) – turecka wódka o aromacie anyżowym, destylowana najczęściej ze świeżych winogron (yaş üzüm rakısı), rodzynek lub z fig (incir rakısı). Zawiera 40–50% alkoholu.
Jest uważana w Turcji za narodowy napój. Tradycyjnie podaje się ją z wodą. Po rozcieńczeniu mętnieje i staje się biała, prawdopodobnie ze względu na to jest potocznie nazywana aslan sütü, co znaczy dosłownie „lwie mleko” (aslan znaczy też „silny, odważny mężczyzna”, stąd aslan sütü „mleko dla odważnych mężczyzn”).
Mętnienie i biały kolor powstający przy rozcieńczaniu rakı zimną wodą spowodowany jest zawartością anetolu – nierozpuszczającego się w wodzie związku chemicznego pochodzącego z owoców anyżu. W nierozcieńczonej rakı zawartość etanolu jest na tyle wysoka, że cały zawarty w niej anetol jest rozpuszczony, bądź tworzy krople o rozmiarach zbyt małych, by rozpraszać światło. W wyniku rozcieńczenia, hydrofobowy anetol wytrąca się w postaci kropel o rozmiarach do 3 mikrometrów tworząc mętną i względnie trwałą (nieulegającą dalszej koalescencji) emulsję. Zjawisko mętnienia rakı i innych wódek anyżowych podczas ich rozcieńczania nazywane jest efekt ouzo.; nazwa ta pochodzi od greckiego odpowiednika rakı – ouzo.
Najbardziej znane gatunki to Yeni Rakı i Tekirdağ Rakısı pochodzące z prowincji Tekirdağ. Sekretem ich charakterystycznego smaku jest używana do produkcji woda ze studni artezyjskiej w Çorlu. Yeni Rakı zawiera 45% alkoholu. Gatunki uznawane za najlepsze to Kulüp Rakısı i Altınbaş zawierające 50% alkoholu. Inne dostępne rodzaje raki to: Efe Rakı, Çilingir Rakı, Mercan Rakı, Fasıl Rakı, Burgaz Rakı, Ata Rakı i Anadolu Rakı. 
Rakı pije się zazwyczaj z meze, czyli przystawkami. Najbardziej popularne są melony, biały ser i ryby. Tradycyjnie rakı rozcieńcza się chłodną wodą, można dodać kostki lodu. 
Niekiedy razem z rozcieńczoną rakı pije się inny napój w osobnej szklance. Przykładem jest şalgam – sok z rzepy i marchwi, który podaje się zazwyczaj do kebabu. Czasem razem z rakı (ale też w oddzielnej szklance) pije się ayran – co w przekonaniu spożywających ma na celu zapobieganie kacowi.

## Pokrewne alkohole
- greckie ouzo
- bułgarska mastika
- albańska raki
- rakija – mocny napój alkoholowy otrzymywany poprzez destylację przefermentowanych owoców;
- tsikudia – podobny napój grecki wyrabiany na Krecie;
- tsipuro – grecka wódka z winogronowych wytłoczyn (typowa dla Macedonii i Tesalii);
- zivanía – podobna wódka cypryjska;
- țuică – rumuńska wódka śliwkowa;
- grappa – włoski alkohol z wytłoków winogron, słabszy od serbskiej komovicy;
- czacza – odpowiednik grappy wytwarzany w Gruzji.